# GYSEV M17
A GYSEV M17 psz. Bo tengelyelrendezésű, dízel-villamos kísérleti motorkocsija volt. Az MWG gyártotta 1929-ben Győrben.

## Története
Szinte a belső égésű motorok vasútüzemi megjelenésével egyidőben történtek próbálkozások villamos hajtású motorkocsik kifejlesztésére. A század húszas éveire a szakemberek egy része a villamos erőátvitelt előnyösebbnek tartotta a mechanikusnál; pl. az USA-ban 1929-ben a gyártott motorkocsik 98%-a villamos erőátvitelű volt.
Hazánkban a győri Magyar Waggon és Gépgyár 1929-ben épített egy kísérleti benzin–villamos motorkocsit. A kocsi gépi berendezéseit az MWG, míg az osztrák GEBUS rendszerű elektromos berendezéseit a Magyar Siemens-Schuckert Művek gyártotta.

## Motor és erőátvitel
A motorkocsi erőforrása egy Rába-Krupp soros hathengeres felülszelepelt benzinmotor volt, amely 1800 1/min-es fordulatszámon 95 LE-t teljesített. Ez hajtotta a vele egy tengelyre szerelt dinamót, amely az 50 kW teljesítményű villanymotort táplálta. A kocsi vezetése sokkal egyszerűbb volt, mint a mechanikus erőátvitelűeké, mivel a vezetőnek csupán a töltésszabályzót és a fékkart kellett kezelnie.

## Kocsiszekrény
A Ganz motorkocsikhoz hasonló felépítményű, poggyászszakaszt és vízöblítéses WC-t is tartalmazó kocsi utasterében húsz II. osztályú és harminc III. osztályú ülőhely volt. A kocsinak  6100 mm tengelytávolsága, 980 mm átmérőjű kerekei voltak, szolgálati tömege 17,25 volt. Felszerelték Kuncze-Knorr önműködő légfékkel és Kürtössy-féle önműködő vonó- ütköző- és kapcsolókészülékkel. A motorkocsi 60 km/h legnagyobb sebességre volt képes és mellékkocsi vontatására is alkalmas volt. A motor hűtőit az alváznál a kocsi homlokfalainál voltak. Mivel a motort az utastér alá helyezték el, az ülések elrendezése kedvezőbb volt a Ganz kocsikénál.

## Üzeme
A motorkocsi 1930-ra elkészült, ám a mellékkocsi gyártása elmaradt. Az év májusában az MWG megállapodott a GYSEV-vel egy féléves, átvételi kötelezettség nélküli próbaüzemben (tulajdonképpen a GYSEV MWG-nél javításon lévő Ganz motorkocsi javítási idejére adta „kölcsön”). Az M 17 psz-ú motorkocsit végül 1930. november 8-án adták át a GYSEV-nek.
1929-ben az ÖBB is üzembe állított egy hasonló motorkocsit VT 40.01 pályaszámon. A két járművet összevetve a győri kocsi néhány paramétere jobb volt az osztrákénál.
Az M 17 Sopron és Győr között közlekedett. A Sopron előtti 5,5‰-es emelkedőn 17 t vonattömeggel 50 km/h sebességet ért el. Benzinfogyasztása kb. megegyezett a Ganz motorkocsikéval, ám a próbák során azt tapasztalták, hogy 40–45 km/h sebességig jól, ám utána nehezen gyorsul, a hűtés a dinamó együttműködése nem megfelelő, a különböző gyártóktól beszerzett fődarabok együttműködése nem megfelelő. A motorkocsi nem nyerte el a GYSEV tetszését, így visszaadták a gyárnak.